# Guido Celano
Guido Celano (* 19. April 1904 in Francavilla al Mare; † 7. März 1988 in Rom) war ein italienischer Schauspieler, Filmregisseur und Synchronsprecher.

## Leben
Celano entstammt der vornehmen Familie der Grafen von Celano und wandte sich entgegen dem Willen seines Vaters nach Einschreibung als Student der Wirtschaftswissenschaft der Schauspielerei zu; zunächst wirkte er am Theater. 1929 brachte ihn Mario Camerini für Schienen zum Film. Der körperlich präsente und virile Celano, privat als Sportler und Jäger aktiv, spielte auch 1930 in Terra d'incanti von Nicola Fausto Neroni, der als Stummfilm gedreht und nachträglich vertont wurde. Nach einigen kleineren Rollen folgten Terra madre (1931) und vor allem der in Siena gedrehte Palio (1932), in dem Celano als bei Frauen erfolgreicher Jockey neben Leda Gloria glänzte. Von nun an war er bis zu seinem Tode in zahlreichen größeren und kleineren Nebenrollen zu sehen; seine Filmografie umfasst annähernd 130 Arbeiten – oftmals als Carabiniere. Ab den 1960er Jahren war er auch in zahlreichen Fernsehrollen zu sehen.
1966/67 produzierte und inszenierte Celano unter dem Pseudonym William First zwei Italowestern, denen allerdings kein großer Erfolg beschieden war. Auch war er seither in etlichen Fernsehrollen aktiv.
Daneben umfasst seine Werkliste eine große Anzahl an Synchronrollen.
Celano war seit 1935 mit der ehemaligen Stummfilmschauspielerin Tina Xeo verheiratet, mit der er in Rom auch ein Antiquariat führte; das Paar hatte zwei Kinder.

## Filmografie (Auswahl)
- 1929: Schienen (Rotaie)
- 1942: Lüge einer Sommernacht (4 passi fra le nuvole)
- 1950: Freiwild (Il brigante Musolino)
- 1950: Abgeschoben (Deported)
- 1950: Der Dieb von Venedig (Il ladro di Venezia)
- 1951: Peppino und Violetta (Peppino e Violetta)
- 1954: Attila, die Geißel Gottes (Attila, il flagello di Dio)
- 1954: Verschwörung in Algier (Dramma nella Casbah)
- 1955: Die große Schlacht des Don Camillo (Don Camillo e l'onorevole Peppone)
- 1956: Frauen und Wölfe (Uomini e lupi)
- 1957: Io, Caterina
- 1957: Du bist mein Schicksal (Amarti è il mio destino)
- 1959: Man nannte es den großen Krieg (La grande guerra)
- 1959: Der Rebell von Samara (Il vendicatore)
- 1960: Bel Antonio (Il bell'Antonio)
- 1960: Der Bucklige von Rom (Il gobbo)
- 1960: Jovanka und die anderen (Jovanka e le altre)
- 1961: Macistes größtes Abenteuer (Maciste contro il vampiro)
- 1961: Barabbas (Barabbà)
- 1962: Nur tote Zeugen schweigen
- 1963: Die Unsterbliche (L'Immortelle)
- 1963: Zorro, der Mann mit den zwei Gesichtern (Il segno di Zorro)
- 1966: Eine Flut von Dollars (Un fiume di dollari)
- 1967: Uccideva a freddo (Produktion, Regie)
- 1968: Pilluks nimmt Maß (Giurò… e li uccise ad uno ad uno (Piluk il timido))
- 1972: Gewalt – die fünfte Macht im Staat (La violenza: quinto potere)
- 1974: Castigata – Die Gezüchtigte (Flavia, la monaca musulmana)
- 1988: Der Abschiedsbrief (Via Paradiso)